# Hauseroplophora soniae
Hauseroplophora soniae är en kvalsterart som beskrevs av Sandór Mahunka 1977. Hauseroplophora soniae ingår i släktet Hauseroplophora och familjen Protoplophoridae. Inga underarter finns listade i Catalogue of Life.